# Moto Guzzi Motoleggera 65

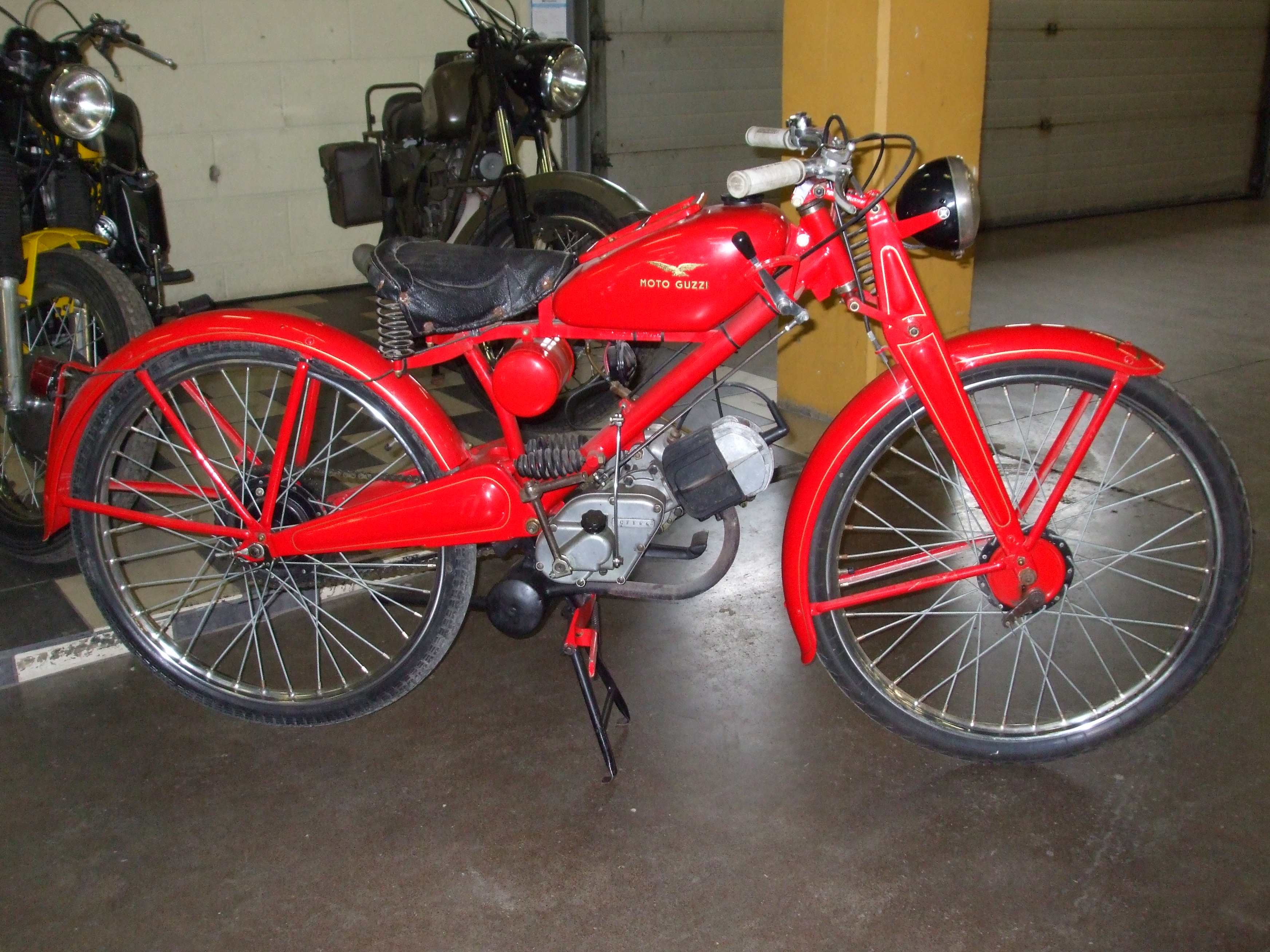
Motoleggera 65 (1949–1954)

Die Moto Guzzi Motoleggera 65, besser bekannt als Guzzino (auf Deutsch „kleiner Guzzi“) ist ein Leichtkraftrad des italienischen Herstellers Moto Guzzi. Gebaut wurde es von 1946 bis 1954. „Motoleggera“ bedeutet im Deutschen „Leichtmotorrad“.

## Geschichte
Die Motoleggera 65 war die erste Neukonstruktion von Moto Guzzi nach dem Zweiten Weltkrieg. Im Gegensatz zu den weiterhin gebauten Vorkriegskonstruktion mit 250 cm³ oder gar 500 cm³ Hubraum bot die „Guzzino“ Mobilität zu geringem Preis. Anfangs kostete das Leichtkraftrad ITL 159.000.
Bis 1951 war die Motoleggera 65 noch ohne amtliches Kennzeichen in Italien zu fahren, dann wurden diese auch für Leichtkrafträder eingeführt. 1954 ersetzte die weiterentwickelte Cardellino die „Guzzino“.

## Technik
Motor und Antrieb
Die Motoleggera 65 hat einen fahrtwindgekühlten Einzylinder-Zweitaktmotor mit schräg nach vorn stehendem Zylinder. Auf dem linken Stumpf der zweifach gelagerten Kurbelwelle sitzt das Schwungrad, das auch den Magnetzünder antreibt. Über eine Mehrscheiben-Ölbadkupplung wird die Motorkraft an ein Dreiganggetriebe weitergeleitet, das mit einem Hebel an der rechten Seite des Tanks über ein Gestänge geschaltet wird. Das Hinterrad wird über eine Kette angetrieben.
Das Gemisch wird von einem Flachstromvergaser mit Rundschieber, 15 mm Durchlass, und Tellerluftfilter aufbereitet. Das Auspuffrohr ist verchromt. Es verläuft unter dem Motor nach hinten zum vor dem Hinterrad quer liegenden, brünierten Schalldämpfer in Zylinderform; vom Schalldämpfer führt an der linken Fahrzeugseite ein Diffusor nach außen. Ab 1948 wurde dieser Diffusor durch ein kurzes, schräg abgeschnittenes Auspuffrohr ersetzt.
Rahmen und Fahrwerk
Die Motoleggera 65 hat einen Zentralrohr-Brückenrahmen ohne Heckausleger. Die Hinterradschwinge stützt sich über zwei Tonnenfedern ohne Dämpfung am Rahmen ab. Das Vorderrad wird in einer Parallelogrammgabel mit Tonnenfeder geführt.
Tank
Der Tank für Benzin-Öl-Gemisch hat ein Volumen von 6,5 Litern.
Räder und Bremsen
Die Drahtspeichenräder sind vorn und hinten mit 26 Zoll gleich groß, in beide sind Halbnaben-Trommelbremsen eingebaut. Die vordere Bremse wird mit einem Handhebel am Lenker und einem Seilzug betätigt, die hintere über einen Fußhebel an der linken Motorseite und ein Gestänge.
Werkstoffe
Das Motor-/Getriebegehäuse, der Zylinder und der Zylinderkopf sind aus Leichtmetallguss. Zeitweise gab es auch einen Graugusszylinder. Der Rahmen, die Hinterradschwinge, die Vorderradgabel, der Tank und die Schutzbleche sind aus Stahlblech.
Lackierung, Oberflächenbehandlung und Embleme
Die Stahlblechteile der meisten Motoleggera 65 sind feuerrot (ähnlich RAL 3000) mit schwarzen und goldfarbenen Zierstreifen lackiert. Im Jahr 1953 gab es einige Exemplare ohne Zierstreifen und einige grau lackierte. An den Tankseiten der Maschinen finden sich goldfarbene Moto-Guzzi-Embleme als Abziehbilder. Graugussteile des Motors sind brüniert.

## Technische Daten
| Motoleggera 65         | Motoleggera 65                                               |
| ---------------------- | ------------------------------------------------------------ |
| Baujahre               | 1946–1954                                                    |
| Motor                  | fahrtwindgekühlter Einzylinder-Zweitaktmotor, Kickstarter    |
| Bohrung × Hub          | 42 × 46 mm                                                   |
| Hubraum                | 63,7 cm³                                                     |
| Verdichtungsverhältnis | 5,5 : 1                                                      |
| Nennleistung           | 2 PS (1,5 kW) bei 5000/min                                   |
| Gemischaufbereitung    | Flachstromvergaser mit Rundschieber, Ansaugdurchmesser 15 mm |
| Schmierung             | Zweitaktgemisch 1 : 20                                       |
| Zündung                | Magnetzündung                                                |
| Kupplung               | Mehrscheibenkupplung im Ölbad                                |
| Getriebe               | 3-Gang mit Handschaltung                                     |
| Endantrieb             | Kette                                                        |
| Rahmen                 | Zentralrohr-Brückenrahmen ohne Heckausleger                  |
| Maße (L × B × H)       | 1930 × 700 × 930 mm                                          |
| Radstand               | 1185 mm                                                      |
| Radaufhängung vorn     | Parallelogrammgabel mit Tonnenfeder                          |
| Radaufhängung hinten   | Langschwinge, über Tonnenfedern am Zentralrohr abgestützt    |
| Felgengröße vorn       | 1,75 × 26″                                                   |
| Felgengröße hinten     | 1,75 × 26″                                                   |
| Bereifung vorn         | 2,00 × 26″                                                   |
| Bereifung hinten       | 2,00 × 26″                                                   |
| Bremse vorn            | Halbnaben-Trommelbremse, handbetätigt                        |
| Bremse hinten          | Halbnaben-Trommelbremse, fußbetätigt                         |
| Leergewicht            | 45 kg                                                        |
| Tankinhalt             | ca. 6,5 l                                                    |
| Höchstgeschwindigkeit  | 50 km/h                                                      |
| Kraftstoffverbrauch    | ca. 2 l/100 km                                               |

Quelle: 